# Ba Sing Se
Ba Sing Se, dat ook wel De Onneembare Stad betekent, is een fictieve stad in Nickelodeons Avatar: De Legende van Aang. Het was de hoofdstad van het Aarderijk, maar na een list van de prinses van de Vuurnatie, is deze stad gevallen. In het derde seizoen staat Ba Sing Se onder leiding van de Vuurnatie, maar het wordt aan het eind van dat seizoen door de Orde van de witte Lotus weer heroverd.

## Onneembare stad
De hoofdstad van het Aarderijk, Ba Sing Se, betekent 'de onneembare stad', als we generaal Sung moeten geloven. De stad komt aan zijn naam door de grootste muren in de wereld van Avatar, die de inwoners van de stad moeten beschermen. Achter de buitenste muur ligt het agrarische gebied van Ba Sing Se. Ook vinden we hier het Laogaimeer terug, en een aantal bergen. De binnenste muur omcirkelt de werkelijke stad, het woongebied van de mensen. Als de laatste grote stad van het Aarderijk, maar nu dus door de Vuurnatie ingenomen, had Ba Sing Se vrijwel geen contact met andere gebieden van het Aarderijk.
Als we naar de geschiedenis van de stad kijken, is Ba Sing Se maar één keer helemaal ingenomen door de Vuurnatie, alhoewel de buitenste muur drie keer doorbroken is. De eerste keer gebeurde dat door de legendarische 'draak van het westen', oftewel oom Iroh. Hij wist met zijn leger door de buitenste muur te breken, maar de uiteindelijk onsuccesvolle belegering van de stad zou nog 600 dagen duren. Iroh keerde na deze 600 dagen terug naar zijn vaderland vanwege het verlies van zijn geliefde zoon, Lu Ten, die omgekomen was tijdens een gevecht. Jaren later gebruikte de Vuurnatie een grote boor om door de buitenste muur van de stad te boren. Hoewel de boor uiteindelijk de muur doordrong misluke deze poging om de stad in te nemen door de avatar en zijn team.
Aan het einde van boek 2 werd de stad uiteindelijk daadwerkelijk ingenomen door een list van Vuurnatie-prinses Azula, die de Dai-Li, de geheime politie van Ba Sing Se, aan haar kant had weten te krijgen. De Dai-Li haalde de muur neer, waarna het leger van de vuurnatie de stad bezette.
Aan het einde van boek 3, tijdens de komst van Sozin's komeet, bevrijdde de orde van de witte lotus de stad weer door het leger van de vuurnatie te vernietigen en door de symbolische vernietiging van de vlaggen van de vuurnatie.
In De Boor, op het aankomststation van de veerboot naar Ba Sing Se, waar Zuko en oom Iroh hun paspoorten laten stempelen, staat een groot bord met de karakters 歡迎光臨永固城 (pinyin: [huānyíngguānglín yǒng gù chéng]), wat zoveel wil zeggen als: 'Welkom in Ba Sing Se'. Ba Sing Se (永固城) betekent 'Sterke stad' in het echte Chinees. De woorden '永固城' staan ook voor de woorden 大學, die Universiteit betekenen. Dit komt uit de aflevering Stad van muren en geheimen.

## Verdeling van het volk
In Ba Sing Se heerst er een strikte verdeling tussen de elite en het gepeupel: terwijl in de buitenste ring alle vluchtelingen en armen wonen, wonen in het cirkelvormige centrum alle mensen van adel en mensen die regeringsposities bekleden. Het verschil tussen deze twee gebieden is groot. In de buitenste ring staan armoedige huizen en heerst er grote criminaliteit, terwijl er in de centrale ring alleen maar villas staan.
In de tweede ring leven alle ambtenaren, winkeliers, en restauranthouders, daar staan ook het gemeentehuis en de universiteit.
In de tijd van Avatar Korra is de verdeling heel groot. In de bovenste ring wonen de allerrijkste mensen. In de onderste ring wonen de armste mensen. De koningin wordt vermoord en er is grote onrust in de stad als de koningin vermoord is. Na drie jaar heeft de Grote Vereniger alle provincies verenigd en wil ze de koningin worden. De avatar weet haar te stoppen.